# Episodi di SOKO - Misteri tra le montagne (ventesima stagione)
La ventesima stagione della serie televisiva SOKO - Misteri tra le montagne è stata trasmessa in anteprima in Austria da ORF 1 dal 14 settembre al 14 dicembre 2021.
In Italia la serie va in onda in prima visione su Giallo dal 16 giugno 2023.
| nº | Titolo originale   | Titolo italiano     | Prima TV Austria  | Prima TV Italia |
| -- | ------------------ | ------------------- | ----------------- | --------------- |
| 1  | Home Invasion      | La rapina           | 14 settembre 2021 | 16 giugno 2023  |
| 2  | Gestohlene Träume  | Sogni rubati        | 21 settembre 2021 | 23 giugno 2023  |
| 3  | Durchgedreht       | Fuori di testa      | 28 settembre 2021 | 23 giugno 2023  |
| 4  | Perspektiven       | Punti di vista      | 5 ottobre 2021    | 30 giugno 2023  |
| 5  | Die Aussteiger     | Gli emarginati      | 19 ottobre 2021   | 30 giugno 2023  |
| 6  | Allein             | Da solo             | 2 novembre 2021   | 7 luglio 2023   |
| 7  | Auf der Flucht     | In fuga             | 9 novembre 2021   | 7 luglio 2023   |
| 8  | Wolf im Schafspelz | Un lupo da cacciare | 16 novembre 2021  | 14 luglio 2023  |
| 9  | Tiroler Schönheit  | Bellezza tirolese   | 23 novembre 2021  | 14 luglio 2023  |
| 10 | Unter Strom        | Un gioco pericoloso | 30 novembre 2021  | 21 luglio 2023  |
| 11 | Zwei Fliegen       | Segreti e bugie     | 7 dicembre 2021   | 21 luglio 2023  |
| 12 | Start Up           | Start up            | 14 dicembre 2021  | 28 luglio 2023  |
| 13 | Abschied           | Commiato            | 14 dicembre 2021  | 28 luglio 2023  |